# Hyposmocoma virgata
Hyposmocoma virgata là một loài bướm đêm thuộc họ Cosmopterigidae. Nó là loài đặc hữu của Molokai và Maui.